# Brian P. Roman
| Entdeckte Asteroiden: 11       | Entdeckte Asteroiden: 11 | Entdeckte Asteroiden: 11 |
| ------------------------------ | ------------------------ | ------------------------ |
| Nummer und Name                | Entdeckungsdatum         |                          |
| (4490) Bambery1                | 14. Juli 1988            |                          |
| (4954) Eric                    | 23. September 1990       |                          |
| (5131) 1990 BG1                | 21. Januar 1990          |                          |
| (5186) Donalu                  | 22. September 1990       |                          |
| (5588) Jennabelle              | 23. September 1990       |                          |
| (5620) Jasonwheeler1           | 19. Juli 1990            |                          |
| (12272) Geddylee               | 22. September 1990       |                          |
| (19155) Lifeson                | 22. September 1990       |                          |
| (23469) Neilpeart              | 22. September 1990       |                          |
| (24693) 1990 SB2               | 23. September 1990       |                          |
| (29180) 1990 SW1               | 22. September 1990       |                          |
| - 1 zusammen mit Eleanor Helin |                          |                          |

Brian P. Roman ist ein US-amerikanischer Astronom und Asteroidenentdecker.
Im Rahmen seiner Beobachtungen am Palomar-Observatorium (IAU-Code 675) entdeckte er zwischen 1988 und 1990 insgesamt 11 Asteroiden, drei davon zusammen mit Eleanor Helin.
Darüber hinaus ist er der Mitentdecker der periodischen Kometen 111P/Helin-Roman-Crockett, 117P/Helin-Roman-Alu und 132P/Helin-Roman-Alu.
Der Asteroid (4575) Broman wurde nach ihm benannt.